# تكية سبهسالار
تكية سبهسالار هي قرية في مقاطعة كرج، إيران. يقدر عدد سكانها بـ 344 نسمة بحسب إحصاء 2016.